# Kaila Kuhn
Pour les articles homonymes, voir Kuhn.
Kaila Kuhn, née le 8 avril 2003 à Boyne City dans le Michigan, est une skieuse acrobatique américaine spécialisée dans le saut acrobatique.

## Carrière
Kaila Kuhn pratique d'abord la gymnastique en compétition à l'âge de 12 ans puis intègre le programme de développement Ski & Snowboard.de Park City à la suite d'un camp de recrutement.
Après avoir intégré le circuit Nord-américain sur la saison 2017/2018, Kaila Kuhn participe pour la première fois en Coupe du monde en janvier 2019 à Lake Placid, où elle a terminé à la 26e place. Elle fait ses débuts aux Championnats du monde de ski acrobatique 2019 à l'âge de 15 ans mais ne parvient pas à accéder à la finale individuelle (première non qualifiée). Lors des championnats juniors 2019, elle échoue au pied du podium.
Kuhn est sélectionnée aux Jeux olympiques d'hiver de 2022 où elle participe à l'épreuve de sauts en terminant huitième avec 85,68 points. La concurrence américaine est relevée avec Megan Nick (médaille de bronze en individuel) et Ashley Caldwell (médaille d'or par équipe). En mars 2022, elle remporte deux médailles aux championnats juniors à Chiesa in Valmalenco : l'or en épreuve mixte et l'argent en individuel femmes.
Elle participe aux Championnats du monde 2025 où elle remporte le titre en sauts par équipes mixtes avec Quinn Dehlinger et 
Christopher Lillis, déjà eux tenants du titre ; quelques jours après, elle s'impose en saut individuel.

## Palmarès

### Jeux olympiques d'hiver
| Épreuve / Édition | Saut acrobatique |
| JO 2022 Pekin     | 8e               |

### Championnats du monde
| Épreuve / Édition       | Saut acrobatique | Saut acrobatique en équipe |
| Mondiaux 2019 Park City | 13e              | -                          |
| Mondiaux 2021 Almaty    | NC               | NC                         |
| Mondiaux 2023 Bakuriani | 5e               | -                          |
| Mondiaux 2025 Engadine  | Or               | Or                         |

### Coupe du monde
- Meilleur classement en sauts : 9e en 2021.
- 2 podiums